# Álvar Fáñez
Álvar Fáñez de Minaya, Alvaro in basco come in italiano, Álvaro in spagnolo, in galiziano, in aragonese, in asturiano e in portoghese, e Àlvar in catalano (Burgos, 1034 circa – Segovia, aprile 1114), è stato un militare spagnolo, amico e luogotenente di Rodrigo Diaz conte di Bivar detto il Cid campeador nell'esercito castigliano e, dopo l'esilio del Cid, fu uno dei principali capitani dell'esercito leonese-castigliano di Alfonso VI di Castiglia e fu il ripopolatore di diverse zone di confine, nominato conte da Alfonso VI.

## Origine
Nacque a Burgos da nobile famiglia, molto probabilmente parente del Cid, ma non si conoscono i nomi dei genitori e degli avi.

## Biografia

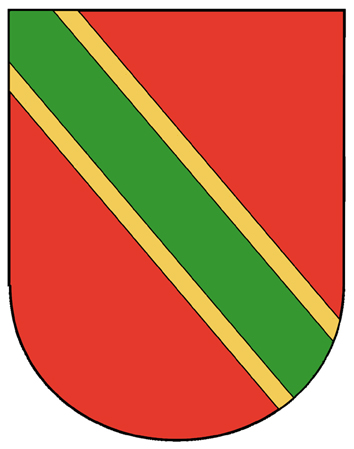
Blasone di Álvar Fáñez secondo Gonzalo Argote de Molina, storico e genealogista spagnolo del XVI secolo

Come luogotenente del Cid, Álvar Fáñez accompagnò il re di Castiglia, Sancho II, nella guerra che combatté contro il regno di Navarra, detta guerra dei tre Sanchi (Sancho II contro il re di Navarra, Sancho IV, ed il suo alleato il re d'Aragona, il successore di Ramiro I, Sancho I). La guerra terminò nel 1068 con la parziale riconquista dei territori castigliani ceduti da Ferdinando I al fratello García III Sánchez di Navarra.
Poi, sempre al fianco del Cid, Álvar Fáñez fu col re nella guerra che Sancho II fece contro i fratello Alfonso VI, re del León, e García, re di Galizia, scoppiata a causa della divisione dell'eredità del padre Fernando. Alfonso venne sconfitto nella battaglia di Llantada, una piana asturiana vicina al paese di Bimenes (1068); poi, trovato un accordo, Sancho ed Alfonso attaccarono Garcia e lo privarono del suo regno obbligandolo ad andare in esilio a Siviglia, presso il suo tributario al-Mutamid; ripresa la lotta con Alfonso, nella battaglia di Golpejera, nelle vicinanze di Golpejas (1072), lo sconfissero, catturarono ed imprigionarono a Burgos, da dove fuggì e riparò, in esilio, nel regno moro di Toledo, suo tributario. Sancho II occupò allora il León, riunendo così nuovamente il regno che era stato di suo padre.
Dopo che il re di Castiglia, Sancho II, fu assassinato, il 6 ottobre del 1072, dal zamorano Bellido Dolfos, forse amante della signora di Zamora e sorella di Sancho, Doña Urraca, e il re del León, Alfonso VI, divenne anche re di Castiglia, Álvar Fáñez continuò ad essere luogotenente del Cid, che nel frattempo aveva sposato una cugina del re Alfonso. Ma quando i rapporti tra il Cid ed il re si furono deteriorati ed il Cid fu esiliato Álvar, pur non essendo nella cerchia dei nobili della corte di León, che, come Pedro Ansúrez e García Ordóñez, convinsero il re Alfonso a punire il Cid con l'esilio (1081), divenne uno dei comandanti che portarono avanti l'occupazione dei regni di Taifa, e poi la guerra conto gli Almoravidi e, nel contempo, fu governatore (tenente) di molte città.

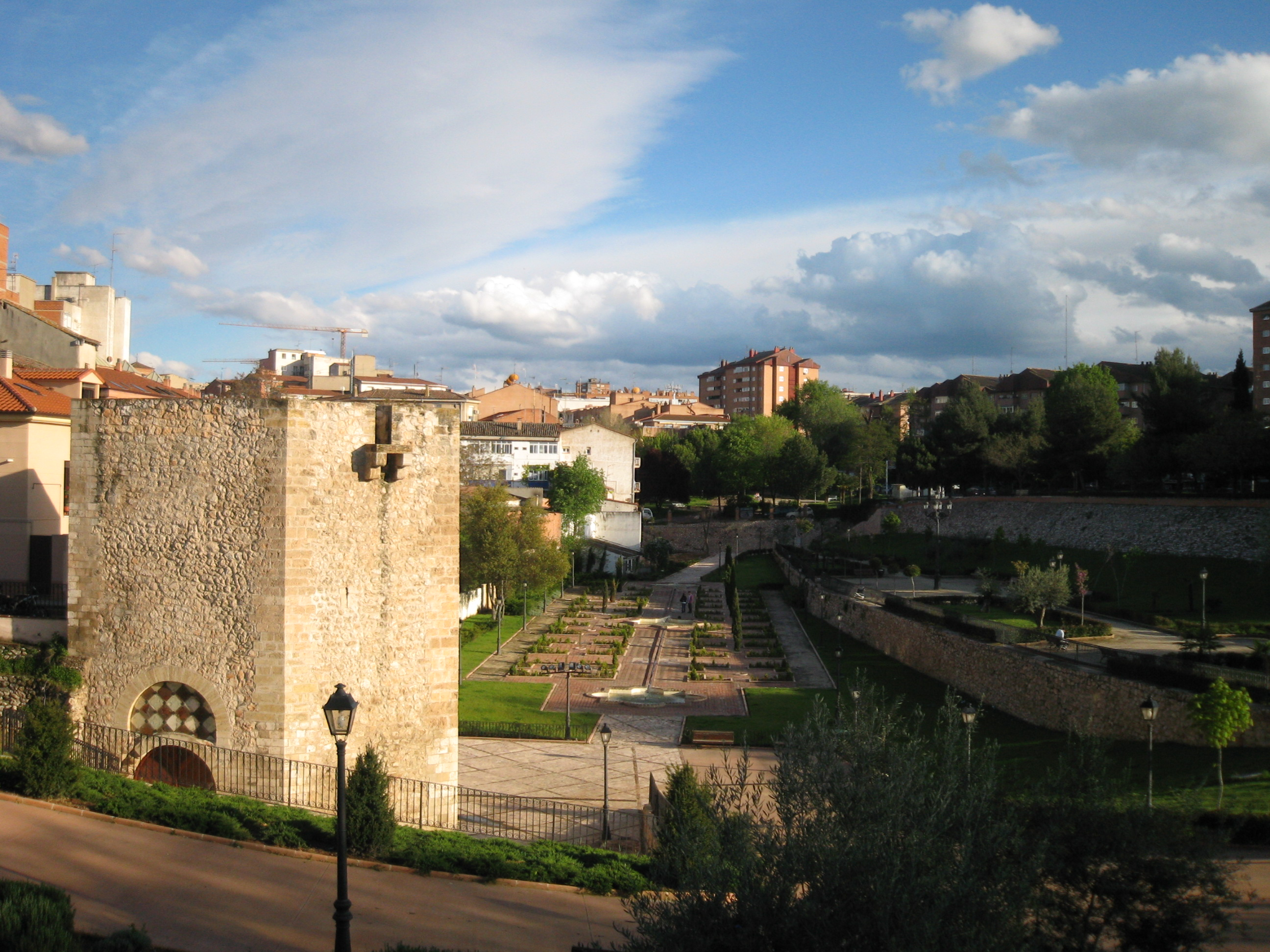
Il Torreón de Álvar Fáñez a Guadalajara.

Nel periodo che combatté a fianco del Cid, conquistò Castejón, il castello di Jadraque e poi Hita, Guadalajara e Alcalá de Henares e riconquistò Medina del Campo.
Dopo che il Cid fu esiliato, Álvar Fáñez fu governatore (1085-1086) di Valencia.
Riconquistò la città di Horche il 23 giugno 1085 ed il giorno dopo Guadalajara.
Nel 1086 subì due sconfitte da parte degli Almoravidi di Yūsuf Ibn Tāshfīn, a Peñafiel ed alla Battaglia di al-Zallaqa. 
Nel 1088 comandò le forze que saccheggiarono la zona e presero la fortezza di Aledo in Murcia.
Alla fine del secolo fu il ripopolatore della zona e fondò le città di Íscar e Pedrajas.
Nel 1108 fu il comandante dell'esercito nella sfortunata battaglia di Uclés, dove l'erede al trono Sancho Alfonso (di circa 10 anni), figlio del re Alfonso VI, perse la vita, nonostante l'eroico comportamento del comte García Ordóñez. Poi però riuscì ad evitare l'accerchiamento degli almoravidi nell'alto e medio corso del fiume Tago.
Tra il 1108 ed il 1109 fu governatore e Capo Militare di Toledo, Peñafiel y Zorita e dopo il 1112 governò Toledo (dux de Toledo) il castello di Peñafiel, Sotragero, Villafañe e Zorita.
In questo periodo, molto probabilmente ricevette il titolo di conte (la moglie, Mayor Pérez, in un documento per una donazione del 5 aprile 1129, al Monastero di San Zoilo di Carrión de los Condes viene definita contessa)
Álvar Fáñez morì a Segovia, durante la ribellione dell'aprile 1114 contro la regina Urraca di Castiglia, per la difesa della regina. Fu tumulato vicino a Burgos, a Castrillo del Val, nel monastero di San Pedro di Cardeña.

## Matrimonio e Discendenza
Álvar Fáñez sposò Mayor Pérez (?-dopo il 5 aprile 1129), figlia del conte di Saldaña e Carrión, Pedro Ansúrez, fondatore di Valladolid, e di Doña Eylo Alfonso (?-ca.1113) figlia del conte Alfonso Muñoz.
Álvar Fáñez e Mayor Pérez ebbero due figlie:
- Eilo Álvarez, sposò prima Rodrigo Fernández de Castro (?-dopo il 27 settembre 1142), figlio di don Fernando García de Hita [Castro] e la moglie doña Tigridia. Poi, in seconde nozze il conte Ramiro Fróilaz (?-13 settembre 1172) figlio di don Fruela Díaz e la moglie doña Estefanía Sánchez de Navarra.
- Urraca Álvarez, che sposò il conte Rodrigo Vélaz (?-giugno 1144), figlio di don Vela Ovéquiz e sua moglie doña Aldonza Muñoz. Il loro figlio Álvaro, che portava il nome del nonno, Álvar Fáñez, partecipò alla conquista di Almería.[1]

## Álvar Fáñez eCantar de mío Cid
Nel Cantar de Mío Cid, Álva Fáñez è menzionato circa 30 volte come luogotenente e amico inseparabile del Cid Campeador, l'unico col quale si confidava nelle circostanze difficili. Nell'unica copia manoscritta del poema che è stata conservata, scritta da un tal Per Abbat nel 1307, viene indicato indistintamente come Minaya Albarfanez, Albarfanez Minaya o semplicemente Minaya, con qualche variante ortografica. Le versioni posteriori, tra le quali quella canonica di Ramón Menéndez Pidal, hanno modernizzato la grafia del nome fissandola in quella attuale di Álvar Fáñez.